# Dicky Owen
Pour les articles homonymes, voir Owen.

a Compétitions nationales et continentales officielles uniquement.

b Matchs officiels uniquement.
Richard Morgan Owen, plus connu comme Dicky Owen, orthographié également Owens, né le 17 novembre 1876 à Swansea et mort le 27 février 1932 dans la même ville, est un joueur de rugby à XV gallois, évoluant au poste de demi de mêlée pour le pays de Galles.

## Carrière

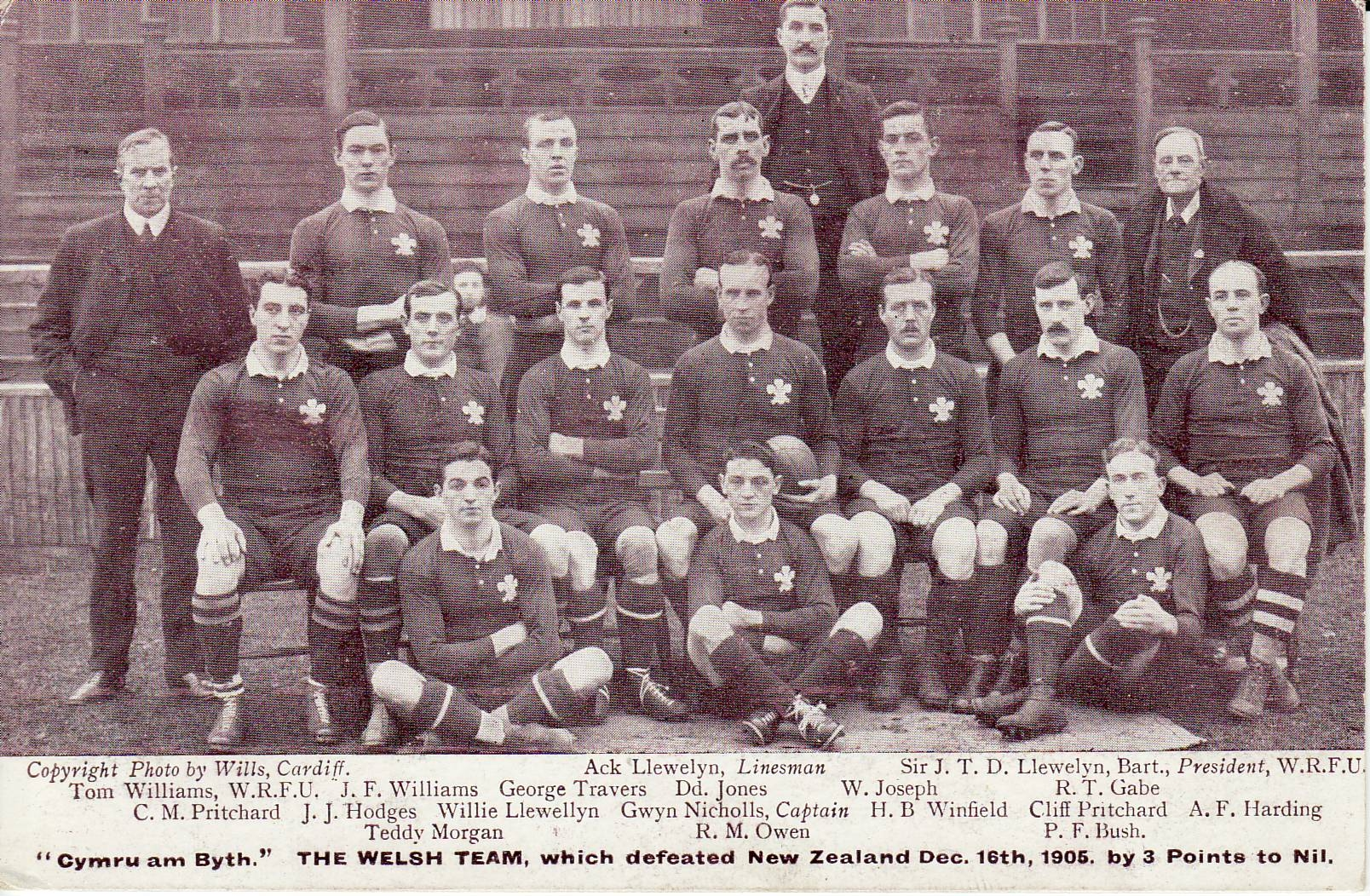
Dicky Owen (par terre au centre) dans l'équipe du pays de Galles victorieuse des Originals.

Né à Llandore, Dicky Owen dispute son premier test match le 16 mars 1901 contre l'Irlande. Il dispute le 16 décembre 1905 la mémorable victoire (3-0) à Cardiff contre les All Blacks. Il dispute son dernier test match contre l'Irlande le 3 février 1912. Il joue un total de 35 matches en équipe nationale ce qui constitue le record britannique de sélections de l'époque.
Il fait ses débuts pour Swansea en 1899 et il dispute avec le club les quatorze saisons suivantes, en étant le capitaine en 1911-1912. Il participe activement à l'âge d'or du club, il fait partie de l'équipe de Swansea qui affronte les All Blacks en tournée en 1905 (The Originals) et il participe à la victoire sur l'Australie en 1908 avec le club. 
Il est peut-être le plus grand demi de mêlée gallois avant un certain Gareth Edwards.

## Palmarès
- Cinq victoires dans le Tournoi britannique de rugby à XV 1902, 1905, 1906, 1908 et 1909.
- Quatre Triples Couronnes en 1902, 1905, 1908 et 1909.
- Grand Chelem en 1911.

## Statistiques en équipe nationale
- 35 sélections pour le pays de Galles.
- Deux essais en équipe nationale.
- Sélections par année : 1 en 1901, 3 en 1902, 3 en 1903, 3 en 1904, 4 en 1905, 4 en 1906, 2 en 1907, 4 en 1908, 2 en 1909, 4 en 1910, 4 en 1911 et 2 en 1912.
- Participation à neuf tournois britanniques en 1901, 1902, 1903, 1904, 1905, 1906, 1907, 1908 et 1909.
- Participation aux Tournois des Cinq Nations 1910, 1911 et 1912.